# Extrañación
Extrañación es la expulsión que puede hacer el Rey echando de su reino a cualquier vasallo.
Antiguamente, el vasallo, siendo Ricohombre podía salir con sus vasallos y estos permanecer con él por tiempo de treinta días, en los cuales le acompañasen y ayudasen para conseguir acogida de otro Rey. Pero esto se deberá entender cuando por malfetria cometida por el Ricohombre se hubiese este hecho digno de que el Rey le impusiese esta pena, no en el casa de que diese causa alguna traición suya pues entonces no estaban obligados a seguirle. El mismo plazo de treinta días primeramente, nueve después y finalmente tres, debía darles el Rey para su salida con un caballo. 
Este término pidieron al Rey Alfonso X los ricoshombres cuando se le despidieron y el Cid Díaz de Vivar en su despedida de Alfonso VI. Son muy curiosas las leyes que hablan en las Partidas de esta materia: cap. 24. Ley 12. tit. 4. lib. 1, Fuero Viejo, anot. 2.